# كيم كوتور
كيم كوتور (بالإنجليزية: Kim Couture)‏ هي فنانة الدفاع عن النفس أمريكية، ولدت في 18 ديسمبر 1975 في والسنبورغ في الولايات المتحدة.

## وصلات خارجية
- كيم كوتور على موقع شيردوغ (الإنجليزية)
- كيم كوتور على موقع IMDb (الإنجليزية)
- كيم كوتور على موقع IMDb (الإنجليزية)
- كيم كوتور على موقع قاعدة بيانات الفيلم (الإنجليزية)